# Ichijō Kaneka
Ichijō Kaneka (一条 兼香 1692 – 1751?) fue un kuge (cortesano) que actuó de regente durante la era Edo. Fue hijo del regente Takatsukasa Fusasuke e hijo adoptivo del regente Ichijō Kaneteru.
Ocupó la posición de kanpaku del Emperador Sakuramachi entre 1737 y 1746.
Contrajo matrimonio con una hija de Asano Tsunanaga, cuarto líder del Hiroshima han, y con una hija adoptiva de Ikeda Tsunamasa, segundo líder del Okayama han. Con esta última, tuvieron hijos, entre ellos:
- Ichijō Michika
- Takatsukasa Mototeru
- Una consorte de Tokugawa Munemasa, séptimo líder del Wakayama han
- Akiko (Tomohime), consorte de Tokugawa Munetada, fundador de la familia Hitotsubashi-Tokugawa
- Una consorte de Tokugawa Munemoto, quinto líder del Mito han
- Daigo Kanezumi
- Una consorte de Tokugawa Shigeyoshi, fundador de la familia Shimizu-Tokugawa

Kaneka tuvo una hija con una plebeya, esta hija sería una consorte del Emperador Momozono.